# Weiden in der Oberpfalz
Weiden in der Oberpfalz, Weiden i.d.OPf. – miasto na prawach powiatu w Niemczech, w kraju związkowym Bawaria, w rejencji Górny Palatynat, w regionie Oberpfalz-Nord. W 2011 roku zamieszkiwało je 41 954 mieszkańców (31 grudnia 2011). Najbliżej położone duże miasta: Norymberga ok. 150 km na zachód, Praga - ok. 150 km na wschód i Monachium - ok. 250 km na południowy zachód. Nie zostało zburzone podczas II wojny światowej. Leży niedaleko granicy czesko-niemieckiej.

## Historia

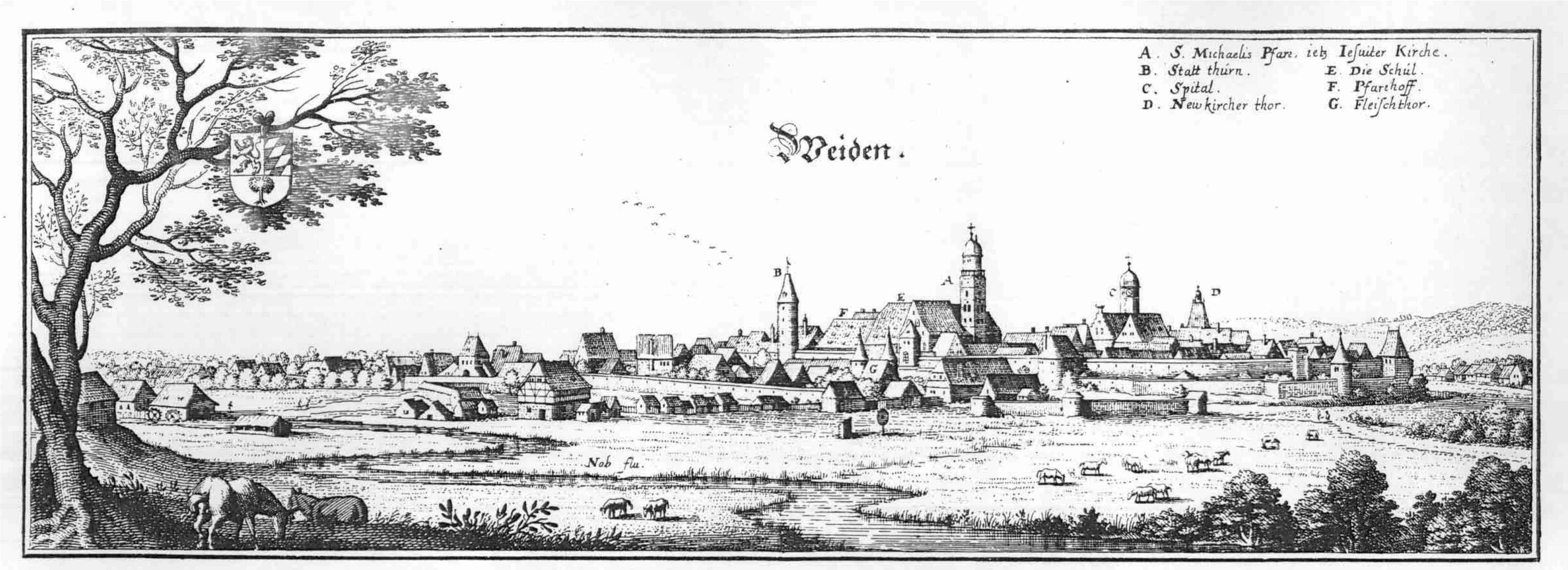
Weiden w XVII wieku

Najstarsza zachowanana wzmianka o Weiden pochodzi z 1241. W 1353 miejscowość została pozyskana jako część Czeskiego Palatynatu przez króla Czech Karola Luksemburskiego. Leżała na tzw. Złotej Drodze, która łączyła Pragę i Norymbergę. Została utracona przez Kraje Korony Czeskiej na początku XV wieku. W 1531 liczyła 2200 mieszkańców. W latach 1539–1545 wzniesiono Stary Ratusz. Od 1871 stanowi część Niemiec. Po II wojnie światowej w granicach amerykańskiej strefy okupacyjnej Niemiec, która w 1949 została częścią składową Republiki Federalnej Niemiec. Współcześnie Weiden jest drugim najludniejszym miastem tzw. Nowych Czech po Erlangen.

## Współpraca
Miejscowości partnerskie:
- Annaberg-Buchholz, Saksonia
- Issy-les-Moulineaux, Francja
- Macerata, Włochy
- Mariańskie Łaźnie, Czechy
- Weiden am See, Austria